# نیو ورلد ریسورسز
نیو ورلد ریسورسز (به انگلیسی: New World Resources) شرکت استخراج معدن هلندی است، که به‌عنوان بزرگ‌ترین تولیدکننده زغال‌سنگ در اروپای مرکزی شناخته می‌شود.
این شرکت تولیدکننده انواع زغال‌سنگ و کک، برای استفاده در بخش انرژی و ذوب فولاد می‌باشد. بخشی از سهام شرکت نیو ورلد ریسورسز در بازارهای بورس لندن، بورس ورشو و بورس پراگ دادوستد می‌شود.